# 484 Pittsburghia
A 484 Pittsburghia (ideiglenes jelöléssel 1902 HX) a Naprendszer kisbolygóövében található aszteroida. Maximilian Franz Joseph Cornelius Wolf fedezte fel 1902. április 29-én.